# Bříza černá

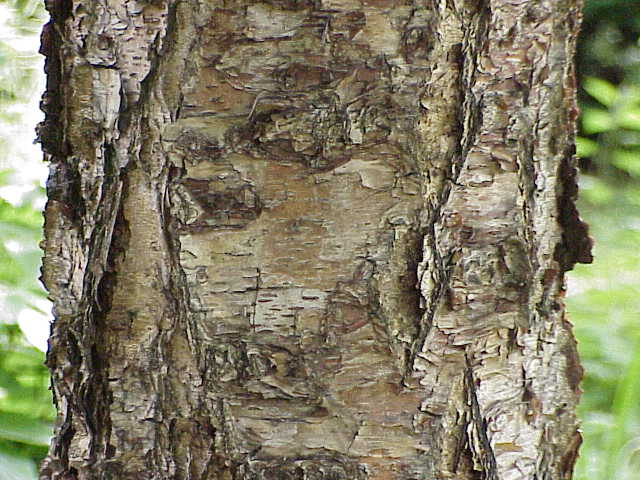
Kmen mladého stromu

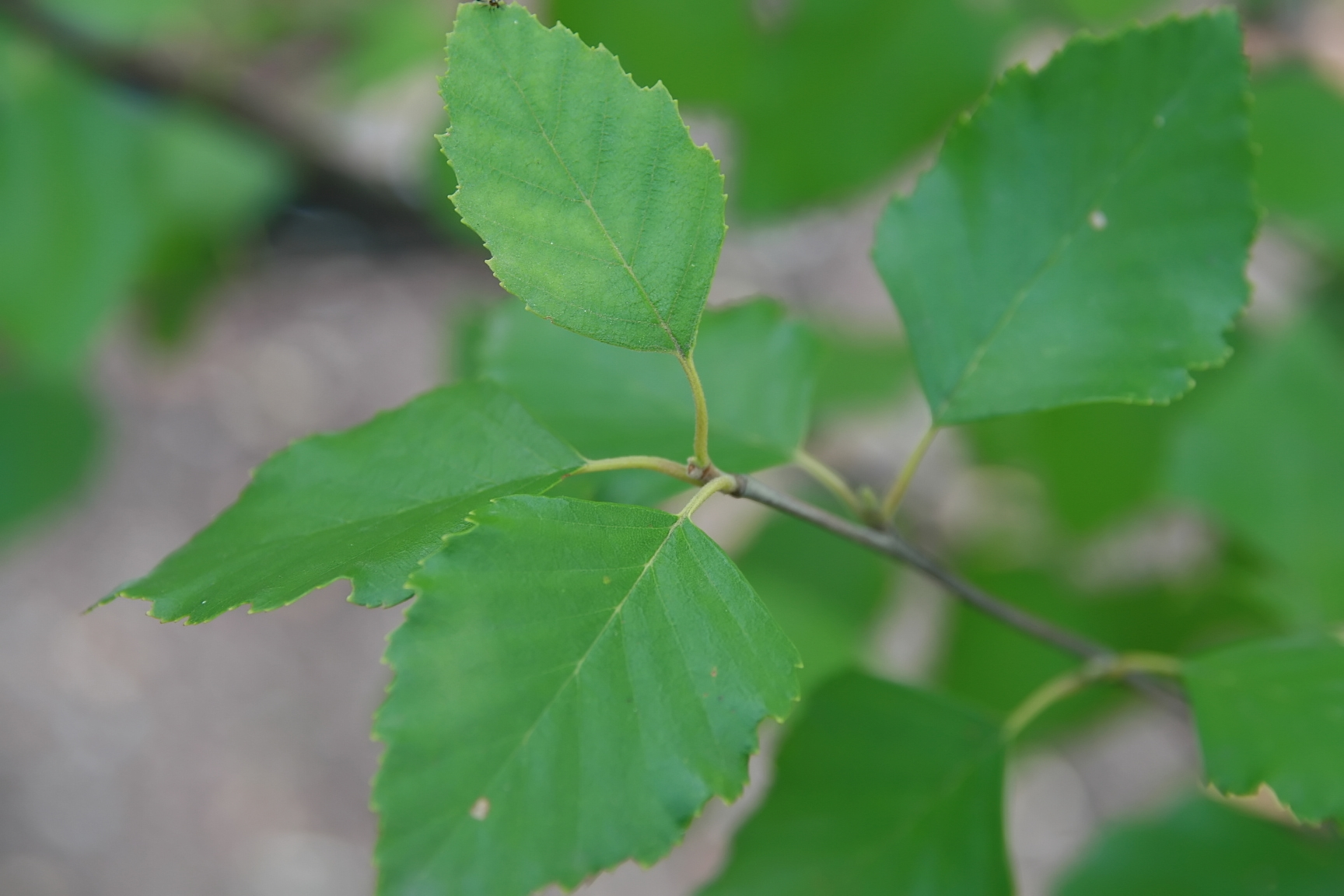
Listy

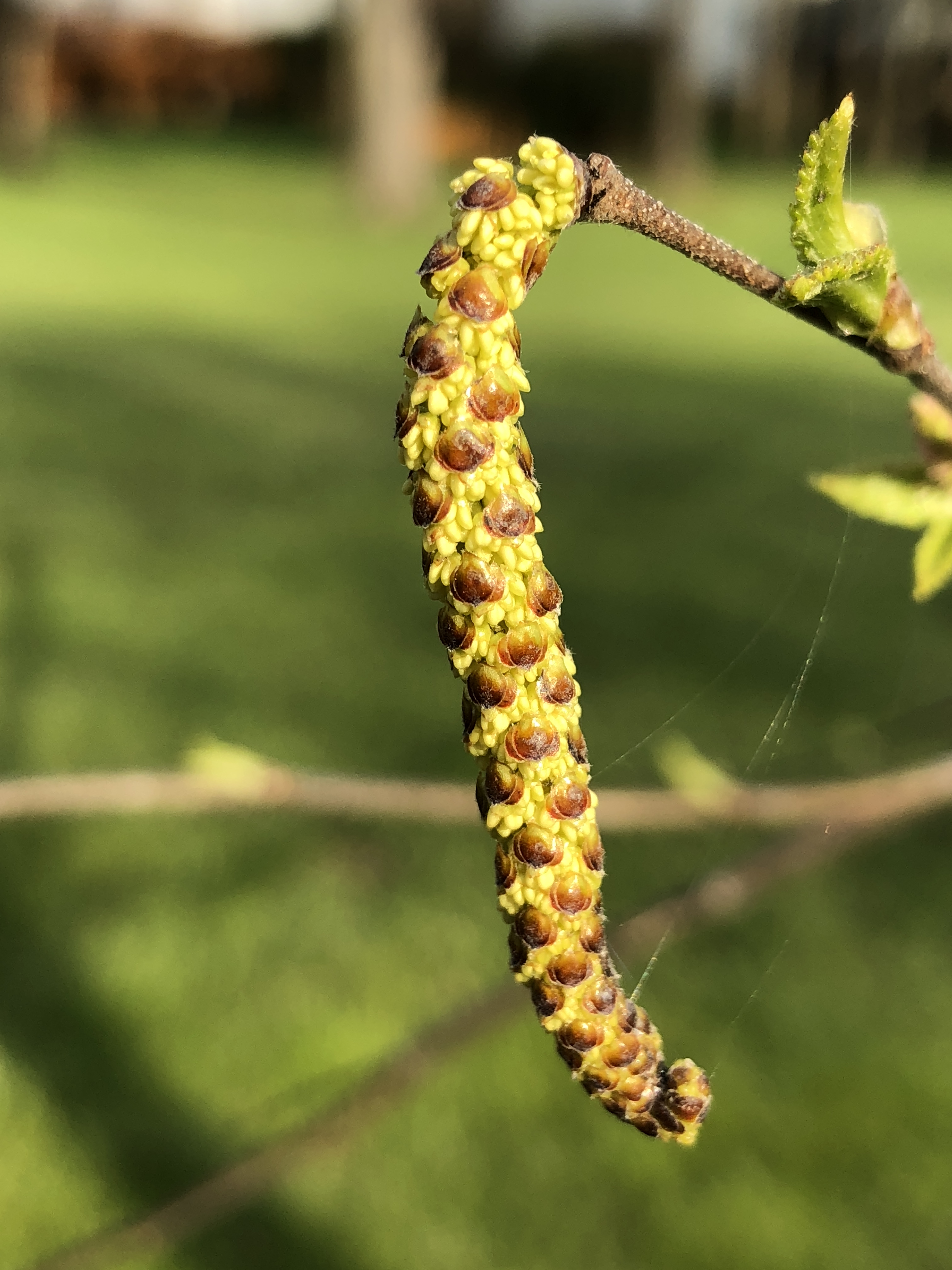
Samčí jehněda

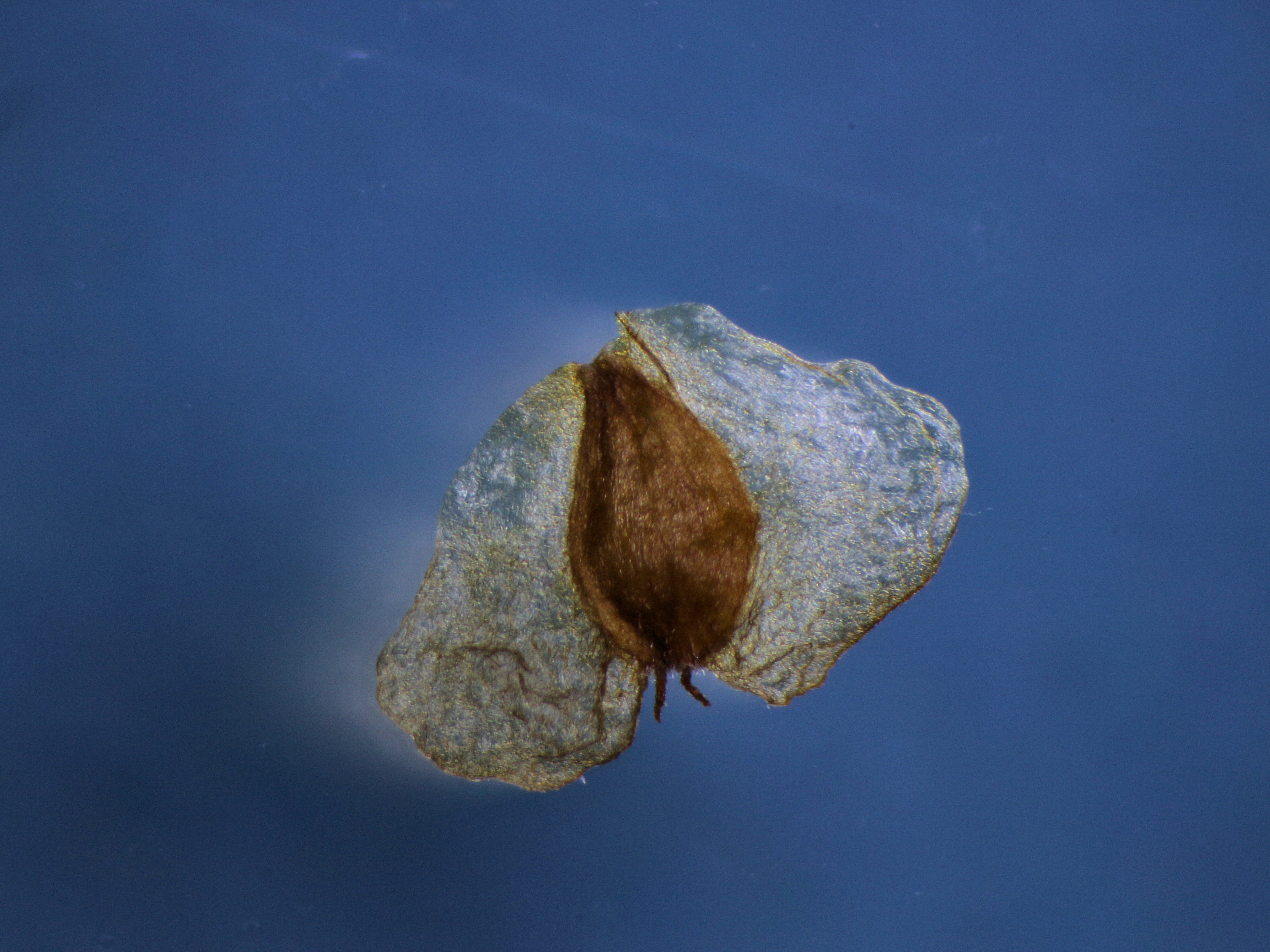
Semeno s blanitými křídly

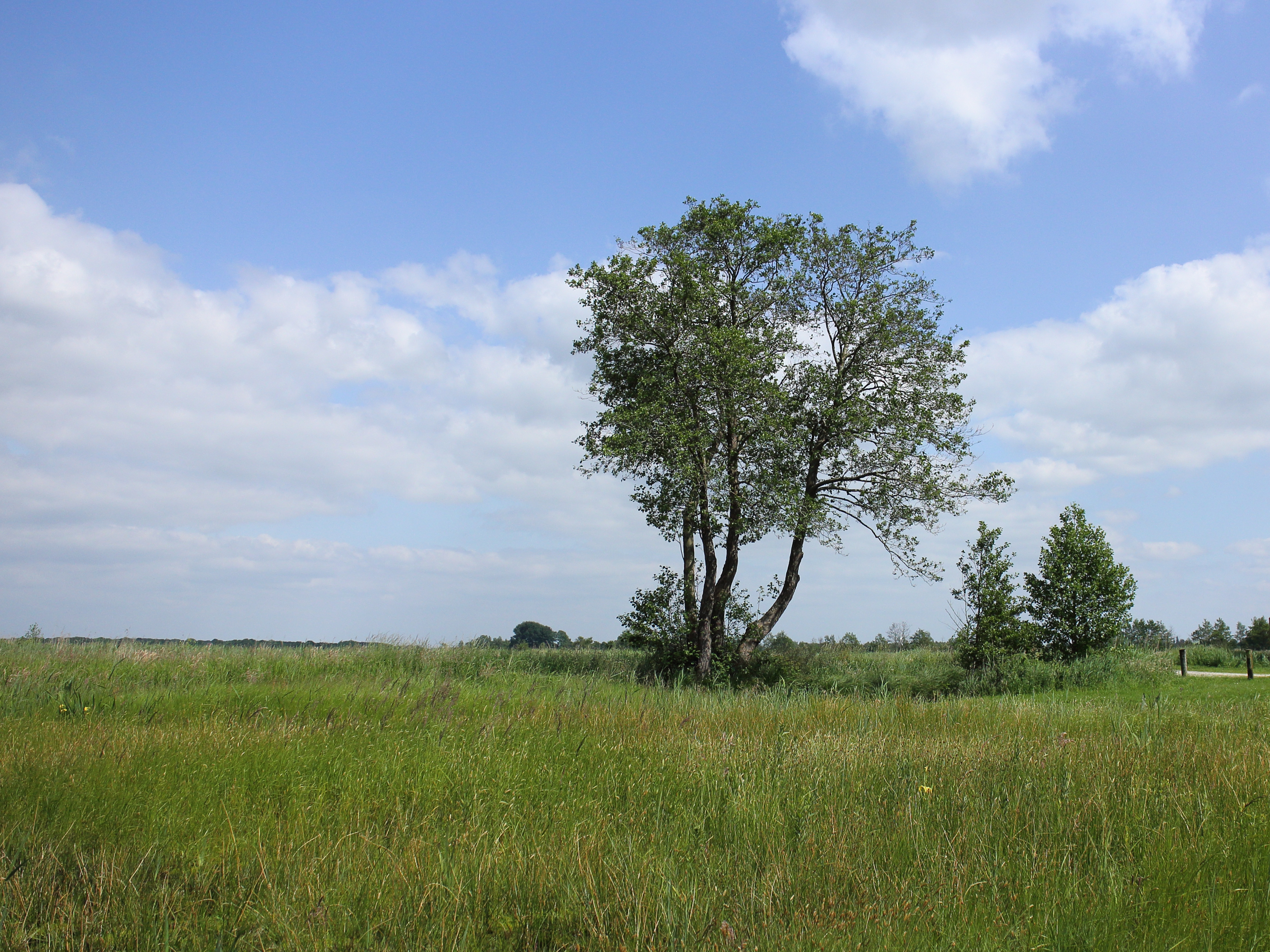
Jedinec s více kmeny

Rozšíření břízy černé

Bříza černá (Betula nigra) je opadavý jednodomý a poměrně rychle rostoucí strom, který dobře snáší vlhké prostředí. Je původní druh ze Severní Ameriky a díky svému habitu a nenáročnosti při pěstování ji někdy vysazují coby okrasnou dřevinu. Za příhodných podmínek může vyrůstat do výšky 25 m, občas však vytváří nízkou dřevinou s více kmeny.

## Rozšíření
Její původní areál zabírá téměř celou východní polovinu Spojených států amerických. Z jihu je ohraničen pomyslnou spojnicí mezi východním Texasem, jižní Louisianou a severní Floridou, odkud se rozkládá severním směrem až do jižní Minnesoty, centrálního Wisconsinu a severní Pensylvánie. Ze západu je území tohoto areálu omezeno východní hranici začínajících prérií a z východu pobřežím Atlantského oceánu.
Dřevina nebývá lidmi do lesů cíleně vysázena a proto téměř nevytváří jednodruhové porosty, roste proto v lesích listnatých smíšených, kde ji společnost namnoze tvoří mj. tyto druhy: břestovec západní, dřezovec trojtrnný, dub červený, dub lyrovitý, dub velkoplodý, halézie karolínská, javor cukrový, jilm americký, liliovník tulipánokvětý, lípa americká, střemcha pozdní, tisovec dvouřadý a tupela lesní.

## Ekologie
Tento nenáročný, středně mohutný strom upřednostňuje slunné místo a vlhkou kyselou aluviální půdu, která může být také jílovitá; špatně však snáší zasolené stanoviště. Délku života mu podstatně zkracuje suché prostředí, podobně jako znečištěné průmyslové ovzduší. Při kvetení produkuje hodně alergenního pylu, který daleko po okolí rozptyluje vítr.
Dřevina je nejčastěji pozorována do nadmořské výšky asi 550 m n. m., ojediněle se v Appalačských horách vyskytuje až ve výšce 670 m. Roste v různorodém klimatu, na teplém jihovýchodě trvá bezmrazé období 210 až 270 dnů, kdežto na severu nepřesahuje dobu nad 150 dnů, spíše je o málo kratší. Na vlhkém jihu dosahují průměrné roční srážky hodnoty až 1270 mm, kdežto na severu jsou obvykle menší než 760 mm. Květy se opylují již s nástupem jara a semena dozrávají koncem jara nebo začátkem léta. Je jedinou břízou produkující zralá semena v letním období.
Navzdory požadavku na vlhkou půdu je tato bříza pouze slabě odolná vůči déletrvajícím záplavám. To potvrzuje její nepřítomnost v pravidelně po delší dobu zaplavených územích v nedalekém okolí řeky Mississippi. Je však tolerantní ke kyselým půdám, v Ohiu se vyskytuje na místech s hodnotou pH půdy blížící se ke 4; na půdách zásaditých dostávají její listy často chlorózu. Je pokládána za strom vyskytující se nejčastěji v lužních lesích a na březích lemující tekoucí vodu. Často se kříží s jinými druhy bříz, má počet chromozomů 2n = 28.

## Popis
Bříza černá je nejčastěji strom s jedním kmenem vyrůstající do výšky 25 m, řidčeji má kmenů více a je nižší, koruna je téměř vždy nepravidelně kulatá. Izolovaně rostoucí stromy dosahují výšky až okolo 30 m a mívají průměr kmene blízký 100 cm. Bezvětvý kmen je krátký, hlavní vzestupné větve začínají již ve výšce od 4,5 do 6 m od země. Kůra bývá šedohnědá, nažloutlá, načervenalá či krémově bílá a je pokrytá tmavými, vodorovně rozšířenými lenticelami, v mládí se odlupuje v nestejných střapatých pruzích.
Listy se zploštělým řapíkem rostou většinou střídavě, méně často vstřícně. Jejich čepel je vejčitá až kosočtverečná, dlouhá 4 až 8 cm, široká od 3 po 6 cm a mívá pět až dvanáct postranních žilek. Báze listu je široce klínovitá až uťatá, vrchol má zahrocený a po obvodě je hrubě dvojitě pilovitá až zubatá. Listy jsou na lícní straně tmavěji zelené, na rubové šedé až namodralé a na podzim krátce před opadem žloutnou.
Dřevina je jednodomá, samčí i samičí květy vyrůstají na stejném jedinci. Samčí jehnědy jsou svěšené, bývají dlouhé 5 až 7,5 cm, zakládají se na koncích větviček jednotlivě či v malých hroznech již na podzim, na jaře následného roku mají již březnu a dubnu zralý pyl a jsou tehdy výrazně žluté. Samičí květenství vyrůstají jednotlivě, mají tvar drobných přisedlých šištiček, jsou vzpřímené, zelené, bývají dlouhá asi 2,5 cm a každý jejich květ má po třech vajíčkách, která dozrávají současně s listy. Pyl potřebný k opylení je z prašníků samčích květů větrem přenášen na blizny samičích květů.
Semena vytvořená po opylení jsou nažky, dozrávají v průběhu léta ve vzpřímeně rostoucích, zhnědlých a ztvrdlých šištičkách a po uzrání z nich vypadávají, kdežto šištičky zůstávají na stromech do začátku zimy. Nažky jsou dlouhé asi 4 mm a široké 3 mm, mají po dvou stranách úzká blanitá křidélka, která jsou nápomocná při rozptylu větrem. Semena také dobře plavou a po opadu jsou schopná ihned ve vlhké kypré půdě vyklíčit, vytváří tak houštiny mladých rostlinek. Do jednoho kilogramu se vejde asi 800 tisíc kusů semen.

## Rozmnožování
Přirozeně se bříza černá rozmnožuje nestratifikovanými semeny, která mají klíčivost asi 35 %, tato klíčivost rychle klesá. Klíčí epigeálně, v počátečních fázích mladé semenáče rostou rychle, mají ale potřebu stále vlhké půdy. Vzhledem k velmi vysoké produkci osiva, rychlému klíčení a intenzivnímu počátečnímu růstu je tento druh jedním z průkopnických druhů osídlující vlhká stanoviště. Rychlost klíčení i počátečního růstu nových rostlin je zmírňována i mírným zastíněním.

## Význam
Bříza černá má dřevo poměrně lehké, váží 560 kg/m³, je měkké, bílé a má jemnou strukturu, mnohdy je ale skrouceno, nebývá rozměrné a trvanlivé, mívá pouze omezenou užitnost. Zhotovuje se z něj levný nábytek, dřevěné obaly a palety, dětské hračky, náhrady končetin (protézy) a ve směsi s jiným dřevem se používá pro výrobu buničiny či přímo na topení, byť nemá velkou výhřevnost. Pro svou odolnost vůči kyselým půdám je úspěšně využívána při rekultivaci navážek nebo proti potlačení eroze půdy. Listy jsou počátkem jara spásány jeleny a semena bývají potravou pro ptáky a drobné hlodavce. Jen zřídkakdy bývá rostlina poškozována hmyzem či houbami, přesto mívá přirozeně poměrně krátkodobou životnost, průměrně jen okolo čtyřiceti let.
Strom má různě zbarvenou kůru, mladá bývá od stříbřitě šedé až světle načervenalé po nahnědlou či skořicovou, někdy je lesklá s tmavšími lenticelami. Na starších stromech může být kůra na větvích hladká, šedá a lesklá, na kmeni červenohnědá až šedá nebo téměř černá s tlustými, nestejně velkými odlupujícími se šupinami. Občas je právě pro nádherně loupající se kůru vysazována ve skupinkách do parků nebo do stromořadí podél polních či městských cest. Nedoporučuje se je situovat poblíž trvalkových záhonů, neboť odčerpávají z okolních povrchových vrstev půdy hodně vody. Byly také vypěstované kultivary břízy černé, např. 'Little King', což je strom trpasličí velikosti s větvemi u země a dorůstající za patnáct let do výše pouze 40 až 50 cm nebo 'Graceful Arms', jenž má svěšené konce větviček (smuteční bříza).
Bylinkáři využívají listů jako projímadlo a dále jim slouží na léčbu dny, revmatismu a ledvinových kamenů. Listy a kůra mají svíravé vlastnosti a jsou také užitečné při léčbě nemocí kůže. Čaj z listů je efektivní jako diuretikum a snižuje horečku.
Nejsou zřejmé žádné hrozby, které by z pohledu IUCN měly v dohledné době nepříznivě ovlivňovat další vývoj břízy černé, která je zařazena mezi málo dotčené taxony (LC).